# Gibson Flying V
La Gibson Flying V è una linea di chitarre elettriche solid body prodotte dalla Gibson a partire dalla fine degli anni cinquanta.

## Origini
Gibson produsse i primi prototipi della chitarra nel 1957, iniziandone la produzione in serie l'anno successivo. Le Flying V del 1958 avevano il corpo in Korina (legno africano altrimenti conosciuto come Limba), con proprietà sonore assimilabili a quelle del mogano, ma più leggero e di colore più chiaro. La Flying V, insieme alla Futura (oggi Explorer) e alla Moderne, andava a formare una linea di chitarre dalla linea futuristica che riprendeva la linea dei primi aerei a reazione che negli anni cinquanta si contraddistinguevano per le ali a freccia (F89, F86 ecc.), disegnate dall'allora presidente di Gibson Ted McCarty nell'intenzione di rinnovare l'immagine del marchio. Si trattò tuttavia di un clamoroso insuccesso di vendite, che portò nel 1959 alla cessazione della produzione.
Nel 1963 furono immessi sul mercato alcuni esemplari assemblati con le rimanenze della produzione, caratterizzati dall'hardware nickelato anziché dorato. Queste chitarre presentavano alcune differenze significative rispetto alle V del 1958: per il corpo l'essenza prescelta fu il mogano, come per la grande maggioranza delle solidbody Gibson, mentre venne modificato e arrotondato il profilo posteriore dello strumento per garantire un maggior comfort.
I celebri chitarristi blues Lonnie Mack (che fece installare sulla sua V un voluminoso vibrato Bigsby) e Albert King cominciarono immediatamente a esibirsi imbracciando le nuove Flying V. Qualche anno più tardi, nella seconda metà degli anni '60, chitarristi come Dave Davies e soprattutto Jimi Hendrix, in cerca di un modello dal look originale e distintivo, cominciarono a usare alcune Flying V. Questo rinnovato interesse generò una domanda crescente da parte del pubblico, che portò Gibson a rimettere in catalogo questa linea di chitarre.

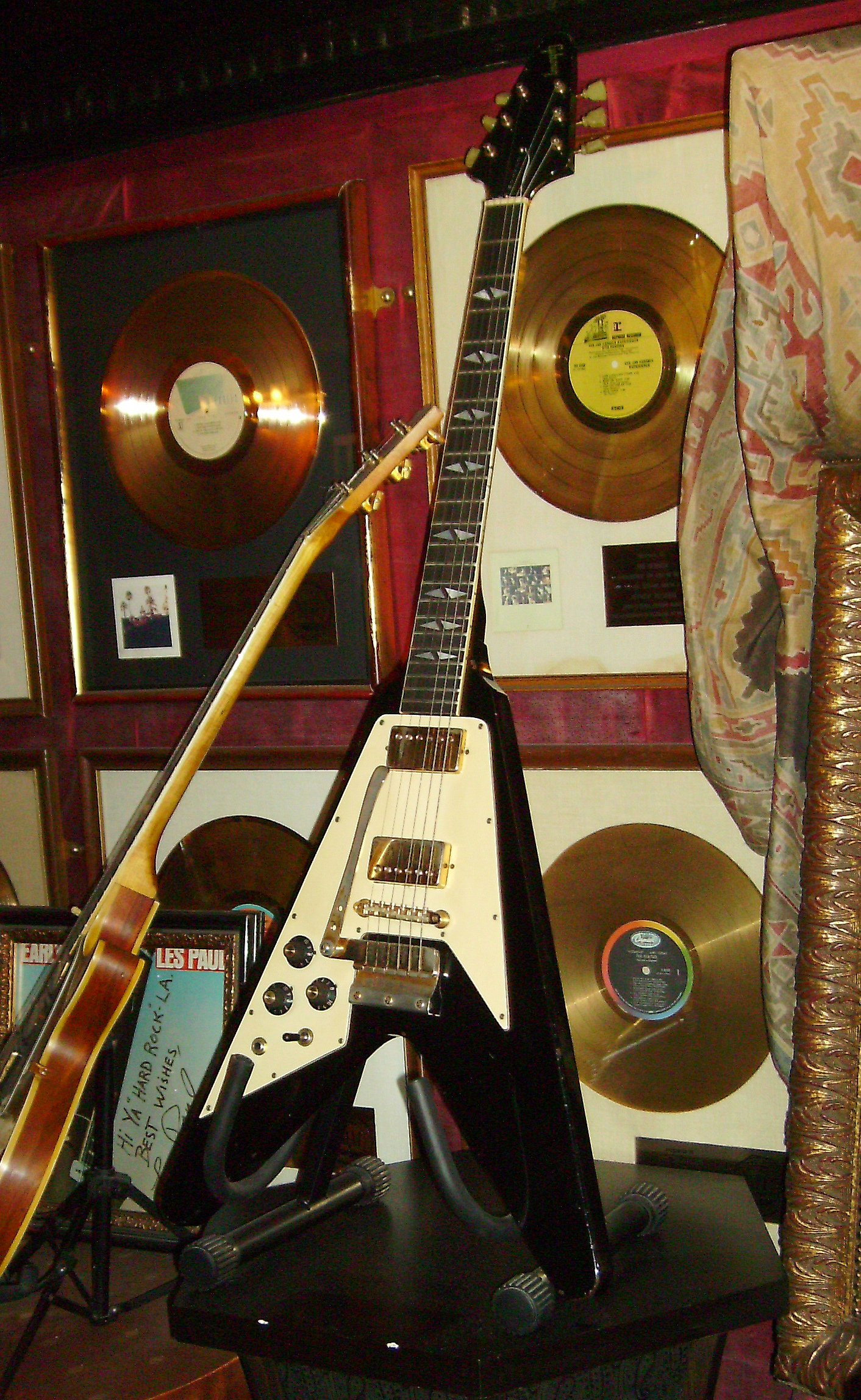
La Flying V nera di Jimi Hendrix

Gibson reintrodusse nel 1967 la Flying V sul mercato, dotandola di un battipenna molto più ampio e adottando la tradizionale stopbar per il ponte al posto di quella originale, che prevedeva l'inserimento delle corde dal retro della chitarra. Alcuni modelli, fra i quali praticamente tutti quelli utilizzati sul palco da Jimi Hendrix, furono equipaggiati col sistema tremolo a leva corta Vibrola Maestro. Il modello del '67 è divenuto poi lo standard delle Flying V (dette anche "V-Factor" dalla casa madre), prodotte ancora oggi in questa configurazione estetica ed esclusivamente col ponte fisso.
Sull'esempio di Hendrix, che si modellò una Flying V con vernici psichedeliche, anche chitarristi come Carlos Santana, Eddie Van Halen, Pete Townshend, Paul Stanley, K.K. Downing, Kai Hansen, James Hetfield, Kirk Hammett e Keith Richards personalizzarono le loro chitarre.
Altri chitarristi come Randy Rhoads (chitarrista di Ozzy Osbourne), Dave Mustaine e Kerry King si ispirarono chiaramente alla Flying V per creare i propri modelli personali (ma si rivolsero sempre ad altre case produttrici di strumenti musicali, concorrenti della Gibson). Emblematico ne fu l'uso perpetrato dal chitarrista Michael Schenker che ne fece la propria bandiera ed icona, integrandola nel logo dei suoi gruppi e suonandola perennemente con una coda inserita tra le gambe.

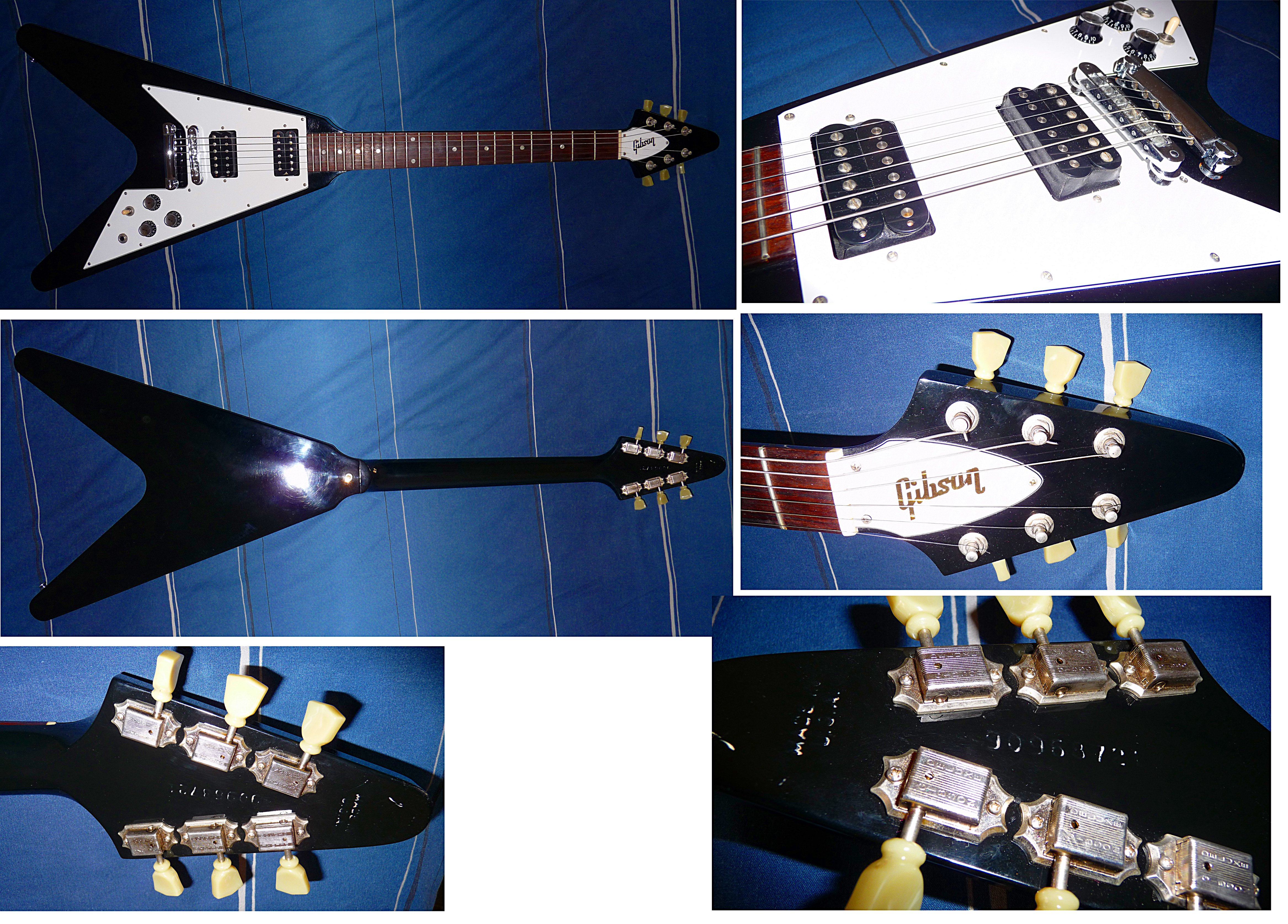
Gibson Flying V 1967 Black Ebony